# اریو کیملا
اریو کیملا (فنلاندی: Yrjö Kylmälä؛ ۲۰ سپتامبر ۱۹۱۱ – ۱۴ اکتبر ۱۹۸۲) بازیکن فوتبال اهل فنلاند بود.
وی همچنین در تیم ملی فوتبال فنلاند بازی کرده‌است.